# Верхній (острів, Псковське озеро)
Верхній (або Острів імені Бєлова) — один із трьох островів архіпелагу Талабські острови в східній частині Псковського озера. Найзахідніший і найбільший із трьох островів архіпелагу.
Площа території складає 0,85 км. Єдиним населеним пунктом на острові є село Острів імені Бєлова, на честь якого часто й називають весь острів.
Чисельність населення села й острова в цілому, за оцінкою на 2000 рік, становить 59 осіб, за даними на 2010 рік — 27 осіб.
Адміністративно відноситься до Псковського району й входить в міжселенну територію Залітських островів.

## Назва
За радянських часів однойменний острову населений пункт Верхній був перейменований в Острів імені Бєлова або острів Бєлов (Бєлова) — на честь одного з перших червоних комісарів Івана Бєлова. Вслід за населеним пунктом, який офіційно й фактично називається на честь комісара, за островом і в краєзнавчій літературі, і в офіційних документах, і серед жителів поширені як первісна назва острова (Верхній), так і однойменна населеному пункту (Острів імені Бєлова), однак військово-топографічні та картографічні джерела віддають перевагу споконвічній назві острова — Верхній.

## Галерея

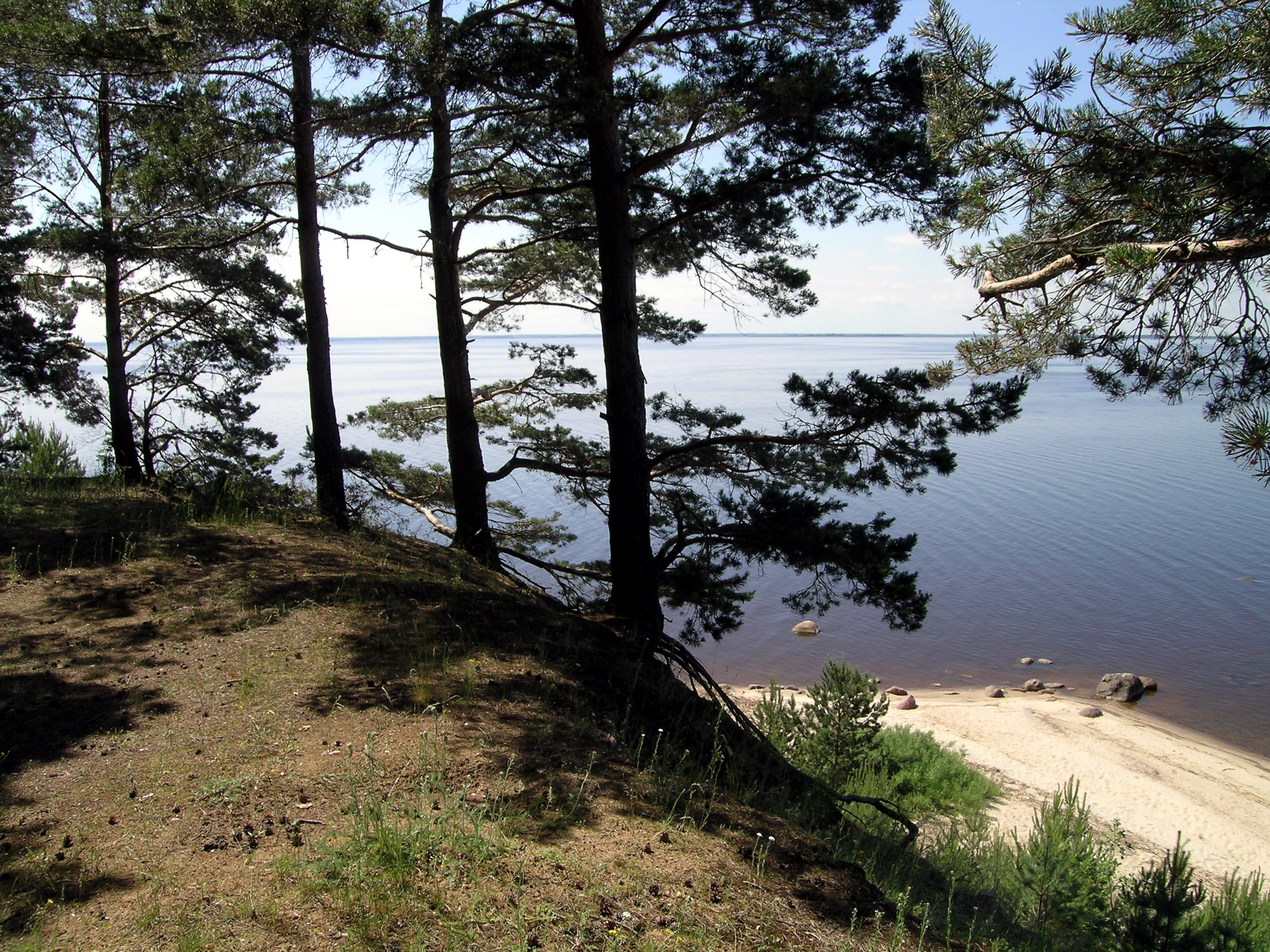
Сосновий ліс на острові
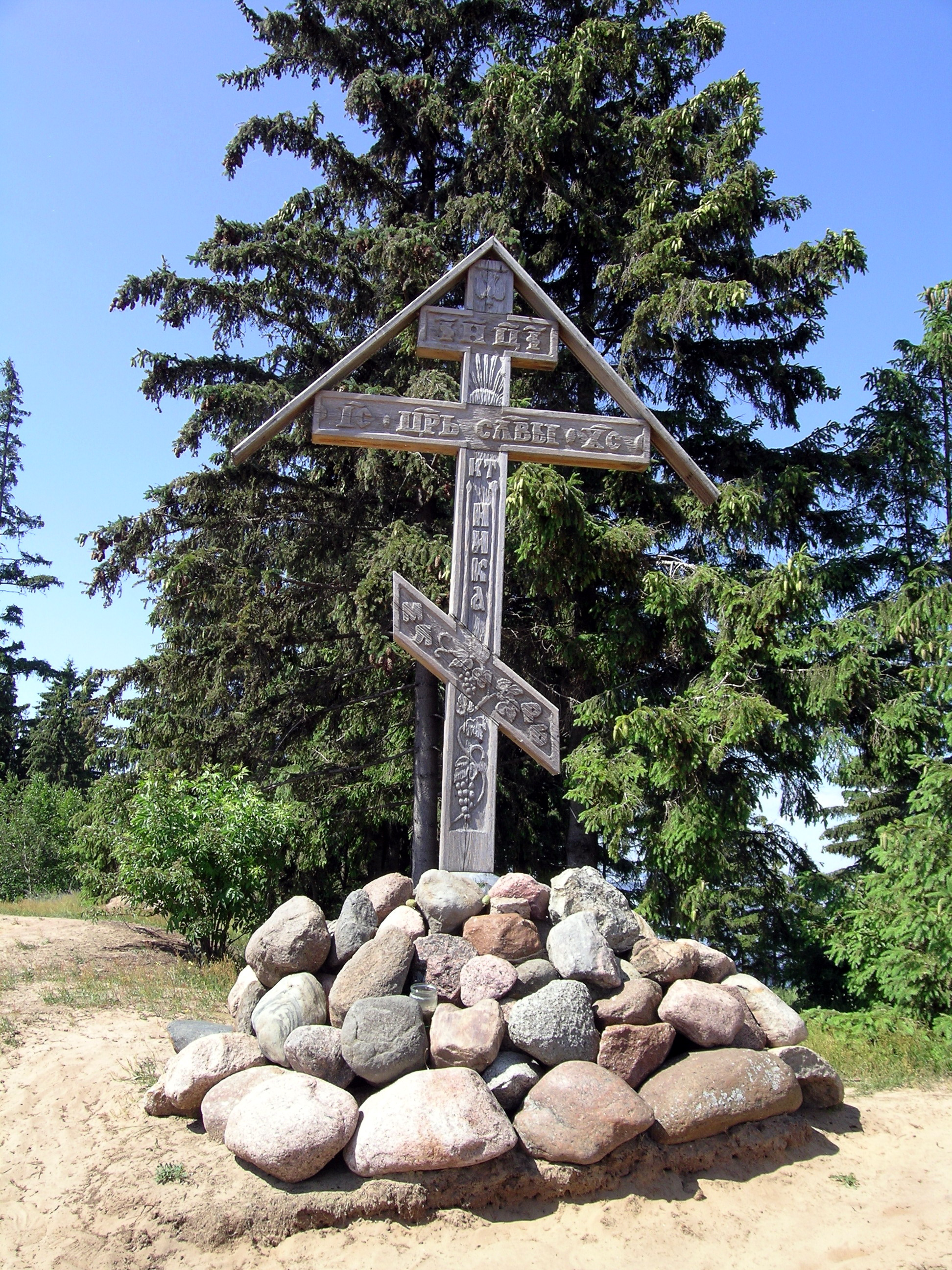
Дерев’яний хрест
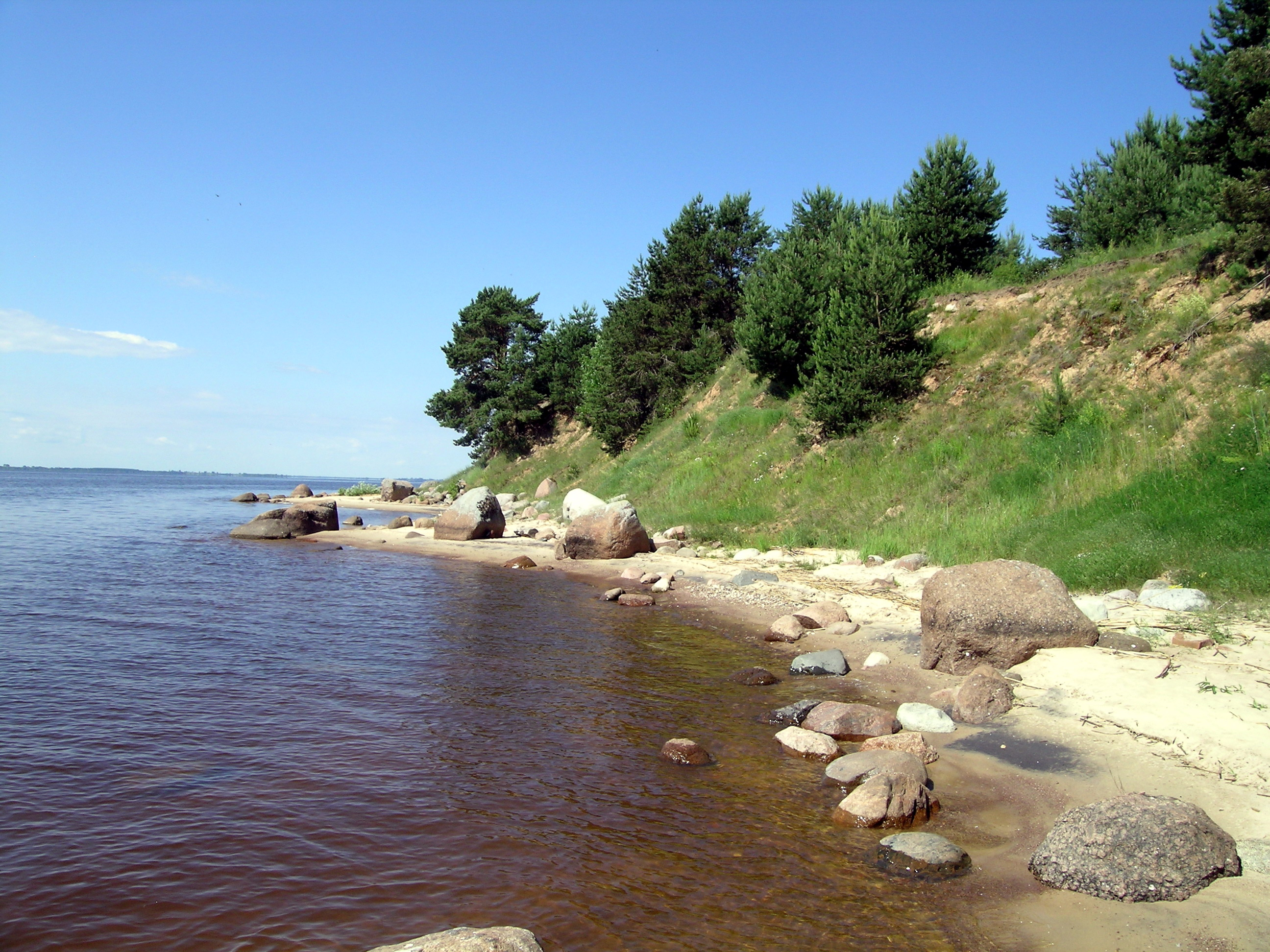
Південне узбережжя острова